# Nationaler Aktionstag für Bestandserhaltung
Der Nationale Aktionstag für Bestandserhaltung wurde von 2005 bis 2016 in Erinnerung an den Brand der Herzogin Anna Amalia Bibliothek in Weimar am 2. September 2004 und an andere Katastrophen wie den Einsturz des Kölner Stadtarchivs oder die Folgen des Elbhochwassers ausgerichtet. Er erinnerte an die Bedeutung der Bestandserhaltung schriftlichen Kulturguts und wies auf schleichende Gefahren wie Schimmel, Papierzerfall und Tintenfraß hin. Veranstalter war die 2001 gegründete Allianz Schriftliches Kulturgut Erhalten, die Federführung für die Durchführung übernahm jeweils im Wechsel ein Mitglied der Allianz.

## Die Aktionstage von 2005 bis 2016
Die ersten Aktionstage wurden parallel in zahlreichen Orten Deutschlands durchgeführt, ab 2007 gab es jeweils einen zentralen Ausrichtungsort: am 2. September 2007 in Dresden, am 7. September 2008 in Münster, am 5. September 2009 in Ludwigsburg, am 29. Mai 2010 in Leipzig, am 14. Mai 2011 in Frankfurt am Main, am 6. Oktober 2012 in München, am 19. Oktober 2013 in Marbach, am 30. August 2014 in Weimar, am 5. September 2015 in Köln und am 12. November 2016 in Göttingen.
Nach 12 Veranstaltungsjahren wurde der Nationale Aktionstag eingestellt.

## Sonstiges
Zu den prominenten Unterstützern der Aktionstage der letzten Jahre gehören u. a. Ranga Yogeshwar (2014), Frank Schätzing (2015) und Heinrich Detering (2016). 